# OR5AK2
OR5AK2 (англ. Olfactory receptor family 5 subfamily AK member 2) – білок, який кодується однойменним геном, розташованим у людей на короткому плечі 11-ї хромосоми. Довжина поліпептидного ланцюга білка становить 309 амінокислот, а молекулярна маса — 34 627.
| 10         |  | 20         |  | 30         |  | 40         |  | 50         |
| ---------- |  | ---------- |  | ---------- |  | ---------- |  | ---------- |
| MTLGNSTEVT |  | EFYLLGFGAQ |  | HEFWCILFIV |  | FLLIYVTSIM |  | GNSGIILLIN |
| TDSRFQTLTY |  | FFLQHLAFVD |  | ICYTSAITPK |  | MLQSFTEEKN |  | LMLFQGCVIQ |
| FLVYATFATS |  | DCYLLAMMAV |  | DPYVAICKPL |  | HYTVIMSRTV |  | CIRLVAGSYI |
| MGSINASVQT |  | GFTCSLSFCK |  | SNSINHFFCD |  | VPPILALSCS |  | NVDINIMLLV |
| VFVGSNLIFT |  | GLVVIFSYIY |  | IMATILKMSS |  | SAGRKKSFST |  | CASHLTAVTI |
| FYGTLSYMYL |  | QSHSNNSQEN |  | MKVAFIFYGT |  | VIPMLNPLIY |  | SLRNKEVKEA |
| LKVIGKKLF  |  |            |  |            |  |            |  |            |

A: Аланін

C: Цистеїн

D: Аспарагінова кислота

E: Глутамінова кислота

F: Фенілаланін

G: Гліцин

H: Гістидин

I: Ізолейцин

K: Лізин

L: Лейцин

M: Метіонін

N: Аспарагін

P: Пролін

Q: Глутамін

R: Аргінін

S: Серин

T: Треонін

V: Валін

W: Триптофан

Кодований геном білок за функціями належить до рецепторів, g-білокспряжених рецепторів, білків внутрішньоклітинного сигналінгу. 
Локалізований у клітинній мембрані, мембрані.